# Margaret de Percy
Margaret de Percy (* um 1318 in Warkworth Castle; † 2. September 1375) war eine englische Adlige.
Margaret de Percy war die älteste Tochter von Henry Percy, 2. Baron Percy und von dessen Frau Idoine de Clifford. In erster Ehe heiratete sie am 20. Januar 1340 Sir Robert de Umfraville, den einzigen Sohn von Gilbert de Umfraville, 9. Earl of Angus. Die Ehe blieb kinderlos. Nach dem Tod ihres Mannes heiratete sie vor dem 25. Mai 1368 in zweiter Ehe den ebenfalls verwitweten William Ferrers, 3. Baron Ferrers of Groby. Auch diese Ehe blieb kinderlos. Ihr Mann starb 1371, Margaret wurde nach ihrem Tod 1375 in der Franziskanerkirche von Chelmsford in Essex beigesetzt.